# Wereldkampioenschappen langlaufen 2011
De wereldkampioenschappen langlaufen 2011 werden van 24 februari tot en met 6 maart 2011 gehouden in Oslo.

## Wedstrijdschema
| Datum       | Tijd  | Mannen                | Vrouwen               |
| ----------- | ----- | --------------------- | --------------------- |
| 23 februari | 12:00 | 10 km klassiek (Q)    | 5 km klassiek (Q)     |
| 24 februari | 15:00 | Sprint (vrije stijl)  | Sprint (vrije stijl)  |
| 26 februari | 11:30 |                       | 15 km achtervolging   |
| 27 februari | 12:00 | 30 km achtervolging   |                       |
| 28 februari | 13:00 |                       | 10 km (klassiek)      |
| 1 maart     | 13:00 | 15 km (klassiek)      |                       |
| 2 maart     | 14:15 | Teamsprint (klassiek) | Teamsprint (klassiek) |
| 3 maart     | 14:00 |                       | 4×5 km estafette      |
| 4 maart     | 12:45 | 4×10 km estafette     |                       |
| 5 maart     | 12:00 |                       | 30 km (vrije stijl)   |
| 6 maart     | 13:00 | 50 km (vrije stijl)   |                       |

## Uitslagen

### Sprint
| Mannen (vrije stijl) | Mannen (vrije stijl) | Mannen (vrije stijl) | Mannen (vrije stijl) |
| #                    | Naam                 | Land                 | Tijd                 |
| -------------------- | -------------------- | -------------------- | -------------------- |
| Goud                 | Marcus Hellner       | SWE                  | 2.57,4               |
| Zilver               | Petter Northug       | NOR                  | + 0,6                |
| Brons                | Emil Jönsson         | SWE                  | + 1,1                |
| 4                    | Ola Vigen Hattestad  | NOR                  | + 2,4                |
| 5                    | Jesper Modin         | SWE                  | + 3,0                |
| 6                    | Peeter Kummel        | EST                  | + 4,0                |
| Halvefinalisten      |                      |                      |                      |
| 7                    | Alex Harvey          | CAN                  |                      |
| 8                    | Nikolaj Morilov      | RUS                  |                      |
| 9                    | Dario Cologna        | SUI                  |                      |
| 10                   | Andrew Newell        | USA                  |                      |
| 11                   | Martin Jäger         | SUI                  |                      |
| 12                   | Federico Pellegrino  | ITA                  |                      |

| Vrouwen (vrije stijl) | Vrouwen (vrije stijl) | Vrouwen (vrije stijl) | Vrouwen (vrije stijl) |
| #                     | Naam                  | Land                  | Tijd                  |
| --------------------- | --------------------- | --------------------- | --------------------- |
| Goud                  | Marit Bjørgen         | NOR                   | 3.03,9                |
| Zilver                | Arianna Follis        | ITA                   | + 0,2                 |
| Brons                 | Petra Majdič          | SLO                   | + 0,5                 |
| 4                     | Vesna Fabjan          | SLO                   | + 0,5                 |
| 5                     | Justyna Kowalczyk     | POL                   | + 1,8                 |
| 6                     | Alena Prochazková     | SVK                   | + 11,5                |
| Halvefinalisten       |                       |                       |                       |
| 7                     | Laure Barthélémy      | FRA                   |                       |
| 8                     | Charlotte Kalla       | SWE                   |                       |
| 9                     | Astrid Jacobsen       | NOR                   |                       |
| 10                    | Hanna Brodin          | SWE                   |                       |
| 11                    | Hanna Falk            | SWE                   |                       |
| 12                    | Ida Ingemarsdotter    | SWE                   |                       |

### Intervalstart
| Mannen 15 km (klassiek) | Mannen 15 km (klassiek) | Mannen 15 km (klassiek) | Mannen 15 km (klassiek) |
| #                       | Naam                    | Land                    | Tijd                    |
| ----------------------- | ----------------------- | ----------------------- | ----------------------- |
| Goud                    | Matti Heikkinen         | FIN                     | 38.14,7                 |
| Zilver                  | Eldar Rønning           | NOR                     | + 13,3                  |
| Brons                   | Martin Johnsrud Sundby  | NOR                     | + 31,9                  |
| 4                       | Stanislav Volzjentsev   | RUS                     | + 36,6                  |
| 5                       | Sami Jauhojärvi         | FIN                     | + 44,2                  |
| 6                       | Maurice Manificat       | FRA                     | + 48,8                  |
| 7                       | Lukáš Bauer             | CZE                     | + 55,0                  |
| 8                       | Ville Nousiainen        | FIN                     | + 56,3                  |
| 9                       | Tobias Angerer          | GER                     | + 1.10,1                |
| 10                      | Maksim Vylegsjanin      | RUS                     | + 1.11,0                |

| Vrouwen 10 km (klassiek) | Vrouwen 10 km (klassiek) | Vrouwen 10 km (klassiek) | Vrouwen 10 km (klassiek) |
| #                        | Naam                     | Land                     | Tijd                     |
| ------------------------ | ------------------------ | ------------------------ | ------------------------ |
| Goud                     | Marit Bjørgen            | NOR                      | 27.39,3                  |
| Zilver                   | Justyna Kowalczyk        | POL                      | + 4,1                    |
| Brons                    | Aino-Kaisa Saarinen      | FIN                      | + 9,7                    |
| 4                        | Therese Johaug           | NOR                      | + 23,7                   |
| 5                        | Krista Lähteenmäki       | FIN                      | + 23,9                   |
| 6                        | Pirjo Muranen            | FIN                      | + 26,8                   |
| 7                        | Marianna Longa           | ITA                      | + 28,9                   |
| 8                        | Kerttu Niskanen          | FIN                      | + 49,7                   |
| 9                        | Vibeke Skofterud         | NOR                      | + 1.00,9                 |
| 10                       | Kristin Størmer Steira   | NOR                      | + 1.03,6                 |

### Achtervolging
| 30 km mannen (klassieke + vrije stijl) | 30 km mannen (klassieke + vrije stijl) | 30 km mannen (klassieke + vrije stijl) | 30 km mannen (klassieke + vrije stijl) |
| #                                      | Naam                                   | Land                                   | Tijd                                   |
| -------------------------------------- | -------------------------------------- | -------------------------------------- | -------------------------------------- |
| Goud                                   | Petter Northug                         | NOR                                    | 1:14.10,4                              |
| Zilver                                 | Maksim Vylegsjanin                     | RUS                                    | + 0,7                                  |
| Brons                                  | Ilja Tsjernoesov                       | RUS                                    | + 1,2                                  |
| 4                                      | Sergej Dolidovitsj                     | BLR                                    | + 2,6                                  |
| 5                                      | Martin Johnsrud Sundby                 | NOR                                    | + 3,1                                  |
| 6                                      | Marcus Hellner                         | SWE                                    | + 3,1                                  |
| 7                                      | Roland Clara                           | ITA                                    | + 5,4                                  |
| 8                                      | Tobias Angerer                         | GER                                    | + 6,5                                  |
| 9                                      | Devon Kershaw                          | CAN                                    | + 6,5                                  |
| 10                                     | Giorgio Di Centa                       | ITA                                    | + 9,4                                  |

| 15 km vrouwen (klassieke + vrije stijl) | 15 km vrouwen (klassieke + vrije stijl) | 15 km vrouwen (klassieke + vrije stijl) | 15 km vrouwen (klassieke + vrije stijl) |
| #                                       | Naam                                    | Land                                    | Tijd                                    |
| --------------------------------------- | --------------------------------------- | --------------------------------------- | --------------------------------------- |
| Goud                                    | Marit Bjørgen                           | NOR                                     | 38.08,6                                 |
| Zilver                                  | Justyna Kowalczyk                       | POL                                     | + 7,5                                   |
| Brons                                   | Therese Johaug                          | NOR                                     | + 8,8                                   |
| 4                                       | Charlotte Kalla                         | SWE                                     | + 53,9                                  |
| 5                                       | Marianna Longa                          | ITA                                     | + 1.08,4                                |
| 6                                       | Maria Rydqvist                          | SWE                                     | + 1.08,8                                |
| 7                                       | Nicole Fessel                           | GER                                     | + 1.08,8                                |
| 8                                       | Aino-Kaisa Saarinen                     | FIN                                     | + 1.11,3                                |
| 9                                       | Kristin Størmer Steira                  | NOR                                     | + 1.16,0                                |
| 10                                      | Anna Haag                               | SWE                                     | + 1.38,2                                |

### Massastart
| 50 km mannen (vrije stijl) | 50 km mannen (vrije stijl) | 50 km mannen (vrije stijl) | 50 km mannen (vrije stijl) |
| #                          | Naam                       | Land                       | Tijd                       |
| -------------------------- | -------------------------- | -------------------------- | -------------------------- |
| Goud                       | Petter Northug             | NOR                        | 2:08.09,0                  |
| Zilver                     | Maksim Vylegsjanin         | RUS                        | + 1,7                      |
| Brons                      | Tord Asle Gjerdalen        | NOR                        | + 6,3                      |
| 4                          | Sjur Røthe                 | NOR                        | + 8,0                      |
| 5                          | Alex Harvey                | CAN                        | + 8,2                      |
| 6                          | Tobias Angerer             | GER                        | + 8,2                      |
| 7                          | Daniel Richardsson         | SWE                        | + 8,5                      |
| 8                          | Juha Lallukka              | FIN                        | + 10,4                     |
| 9                          | Giorgio Di Centa           | ITA                        | + 24,9                     |
| 10                         | Sergej Dolidovitsj         | BLR                        | + 26,9                     |

| 30 km vrouwen (vrije stijl) | 30 km vrouwen (vrije stijl) | 30 km vrouwen (vrije stijl) | 30 km vrouwen (vrije stijl) |
| #                           | Naam                        | Land                        | Tijd                        |
| --------------------------- | --------------------------- | --------------------------- | --------------------------- |
| Goud                        | Therese Johaug              | NOR                         | 1:23.45,1                   |
| Zilver                      | Marit Bjørgen               | NOR                         | + 44,0                      |
| Brons                       | Justyna Kowalczyk           | POL                         | + 1.34,0                    |
| 4                           | Charlotte Kalla             | SWE                         | + 2.05,5                    |
| 5                           | Kristin Størmer Steira      | NOR                         | + 2.20,8                    |
| 6                           | Vibeke Skofterud            | NOR                         | + 2.36,4                    |
| 7                           | Nicole Fessel               | GER                         | + 3.03,9                    |
| 8                           | Marianna Longa              | ITA                         | + 3.09,8                    |
| 9                           | Antonella Confortola Wyatt  | ITA                         | + 3.10,2                    |
| 10                          | Anna Haag                   | SWE                         | + 3.11,4                    |

### Teamsprint
| Mannen (klassiek) | Mannen (klassiek)                    | Mannen (klassiek) | Mannen (klassiek) |
| #                 | Namen                                | Land              | Tijd              |
| ----------------- | ------------------------------------ | ----------------- | ----------------- |
| Goud              | Devon Kershaw Alex Harvey            | CAN               | 19.10,0           |
| Zilver            | Petter Northug Ola Vigen Hattestad   | NOR               | + 0,2             |
| Brons             | Aleksandr Panzjinski Nikita Krjoekov | RUS               | + 0,5             |
| 4                 | Jens Filbrich Tim Tscharnke          | GER               | + 0,9             |
| 5                 | Sami Jauhojärvi Ville Nousiainen     | FIN               | + 1,1             |
| 6                 | Denis Volotka Aleksej Poltoranin     | KAZ               | + 11,5            |
| 7                 | Jesper Modin Emil Jönsson            | SWE               | + 12,0            |
| 8                 | Jean-Marc Gaillard Cyril Miranda     | FRA               | + 22,4            |
| 9                 | Renato Pasini Loris Frasnelli        | ITA               | + 29,1            |
| 10                | Torin Koos Andrew Newell             | USA               | + 51,6            |

| Vrouwen (klassiek) | Vrouwen (klassiek)                     | Vrouwen (klassiek) | Vrouwen (klassiek) |
| #                  | Namen                                  | Land               | Tijd               |
| ------------------ | -------------------------------------- | ------------------ | ------------------ |
| Goud               | Ida Ingemarsdotter Charlotte Kalla     | SWE                | 19.25,0            |
| Zilver             | Aino-Kaisa Saarinen Krista Lähteenmäki | FIN                | + 3,3              |
| Brons              | Maiken Caspersen Falla Astrid Jacobsen | NOR                | + 4,1              |
| 4                  | Arianna Follis Marianna Longa          | ITA                | + 15,1             |
| 5                  | Katja Visnar Petra Majdič              | SLO                | + 18,5             |
| 6                  | Perianne Jones Daria Gaiazova          | CAN                | + 46,9             |
| 7                  | Stefanie Böhler Nicole Fessel          | GER                | + 47,8             |
| 8                  | Masako Ishida Madoka Natsumi           | JPN                | + 54,1             |
| 9                  | Sadie Bjornsen Kikkan Randall          | USA                | + 56,5             |
| 10                 | Anastasia Dotsenko Joelia Ivanova      | RUS                | + 58,3             |

### Estafette
| Mannen 4×10 km (klassieke + vrije stijl) | Mannen 4×10 km (klassieke + vrije stijl)                                   | Mannen 4×10 km (klassieke + vrije stijl) | Mannen 4×10 km (klassieke + vrije stijl) |
| #                                        | Namen                                                                      | Land                                     | Tijd                                     |
| ---------------------------------------- | -------------------------------------------------------------------------- | ---------------------------------------- | ---------------------------------------- |
| Goud                                     | Martin Johnsrud Sundby Eldar Rønning Tord Asle Gjerdalen Petter Northug    | NOR                                      | 1:40.10,2                                |
| Zilver                                   | Daniel Richardsson Johan Olsson Anders Södergren Marcus Hellner            | SWE                                      | + 1,3                                    |
| Brons                                    | Jens Filbrich Axel Teichmann Franz Göring Tobias Angerer                   | GER                                      | + 5,7                                    |
| 4                                        | Ville Nousiainen Sami Jauhojärvi Juha Lallukka Matti Heikkinen             | FIN                                      | + 15,0                                   |
| 5                                        | Valerio Checchi Giorgio Di Centa Roland Clara Pietro Piller Cottrer        | ITA                                      | + 31,3                                   |
| 6                                        | Kouhei Shimizu Keishin Yoshida Masaya Kimura Nobu Naruse                   | JPN                                      | + 1.39,2                                 |
| 7                                        | Maksim Vylegsjanin Stanislav Volzjentsev Aleksandr Legkov Ilja Tsjernoesov | RUS                                      | + 2.36,1                                 |
| 8                                        | Martin Jakš Lukáš Bauer Jiří Magál Martin Koukal                           | CZE                                      | + 2.58,0                                 |
| 9                                        | Toni Livers Dario Cologna Remo Fischer Curdin Perl                         | SUI                                      | + 3.10,7                                 |
| 10                                       | Jaak Mae Algo Kärp Karel Tammjärv Aivar Rehemaa                            | EST                                      | + 3.11,1                                 |

| Vrouwen 4×5 km (klassieke + vrije stijl) | Vrouwen 4×5 km (klassieke + vrije stijl)                                  | Vrouwen 4×5 km (klassieke + vrije stijl) | Vrouwen 4×5 km (klassieke + vrije stijl) |
| #                                        | Namen                                                                     | Land                                     | Tijd                                     |
| ---------------------------------------- | ------------------------------------------------------------------------- | ---------------------------------------- | ---------------------------------------- |
| Goud                                     | Vibeke Skofterud Therese Johaug Kristin Størmer Steira Marit Bjørgen      | NOR                                      | 53.30,0                                  |
| Zilver                                   | Ida Ingemarsdotter Anna Haag Britta Johansson Norgren Charlotte Kalla     | SWE                                      | + 36,1                                   |
| Brons                                    | Pirjo Muranen Aino-Kaisa Saarinen Riitta-Liisa Roponen Krista Lähteenmäki | FIN                                      | + 59,8                                   |
| 4                                        | Marianna Longa Antonella Confortola Wyatt Silvia Rupil Arianna Follis     | ITA                                      | + 1.26,1                                 |
| 5                                        | Stefanie Böhler Katrin Zeller Evi Sachenbacher-Stehle Nicole Fessel       | GER                                      | + 1.41,8                                 |
| 6                                        | Valentina Novikova Alja Iksanova Joelia Tsjekaleva Olga Michailova        | RUS                                      | + 2.15,4                                 |
| 7                                        | Anja Eržen Petra Majdič Vesna Fabjan Barbara Jezeršek                     | SLO                                      | + 2.23,0                                 |
| 8                                        | Ewelina Marcisz Justyna Kowalczyk Paulina Maciuszek Agnieszka Szymańczak  | POL                                      | + 2.49,2                                 |
| 9                                        | Kikkan Randall Holly Brooks Elizabeth Stephen Jessica Diggins             | USA                                      | + 2.54,7                                 |
| 10                                       | Madoka Natsumi Masako Ishida Yuki Kobayashi Michito Kashiwabara           | JPN                                      | + 2.55,8                                 |

### Medailleklassement
| Plaats | Land      | Goud | Zilver | Brons | Totaal |
| 1      | Noorwegen | 8    | 4      | 4     | 16     |
| 2      | Zweden    | 2    | 2      | 1     | 5      |
| 3      | Finland   | 1    | 1      | 2     | 4      |
| 4      | Canada    | 1    | 0      | 0     | 1      |
| 5      | Rusland   | 0    | 2      | 2     | 4      |
| 6      | Polen     | 0    | 2      | 1     | 3      |
| 7      | Italië    | 0    | 1      | 0     | 1      |
| 8      | Duitsland | 0    | 0      | 1     | 1      |
| 8      | Slovenië  | 0    | 0      | 1     | 1      |
| Totaal | Totaal    | 12   | 12     | 12    | 36     |